# ステレオラブ
ステレオラブ（英: Stereolab）は、1990年にロンドンで結成されたアヴァン・ポップ・バンド。
1980年代から活動をしていたバンド、マッカーシーのティム・ゲイン、フランス人ボーカリスト、レティシア・サディエールが中心となって結成。ポストロックの先駆者として1990年代を中心に活動をし、独特のアナログサウンドやミュージックビデオは数多くのバンドに影響を与えた。

## 影響
1970年代クラウトロック、ラウンジ、1950〜60年代ポップス、さらにはジャズ、映画音楽から影響を受けている。モーグ、ビブラフォン、メロトロンなどを駆使し、コミカルなサウンドが多い。アルバム『ドッツ・アンド・ループス』、『ミルキー・ナイト』ではボサノヴァやラテンミュージックからの影響が強い。
歌詞にはしばしば政治的なテーマが盛り込まれた。ある批評家は、ステレオラブの歌詞はマルクス主義を連想させると言った、歌詞についてティム・ゲインとレティシアはシュルレアリスム、状況主義文化（アンテルナシオナル・シチュアシオニスト）から影響を受けたという。

## バイオグラフィ

### 1990年 結成〜
1990年、マッカーシーの中心メンバーであった、ティムはマッカーシーを発展的解散させステレオラブを結成した。レティシアとはマッカーシーのフランスツアー時に出会い（ティムとレティシアは後に結婚するが2004年に破局する）、元チルズのベーシスト、マーティン・キーンと、TOO PUREレーベルのフェイス・ヒーラーズのドラマー、ジョー・ディルワースを加えて4人組となる。
1991年2月、 デビューEP「SUPER 45」を自身のレーベル、デュオフォニック・スーパー45s(Duophonic)よりリリースする。その後、トゥー・ピュア (Too Pure) レーベルと契約し、以後デュオフォニックとの両方からリリースする（デュオフォニックではメールオーダーリリース）。
1992年、1stアルバム『ペン!』をリリース。メアリー・ハンセン(ギター/キーボード/コーラス)が正式加入、その後EP『Space Age Bachelor Pad Music』を発表。初代メンバーであったマーティン・キーンとジョー・ディルワースが脱退し、ベーシストのダンカン・ブラウンと元マイクロディズニーのマルチ楽器演奏者ショーン・オヘイガン(Sean O'Hagan)（後にハイ・ラマズを結成）が新たにバンドに加入。

### 1993年 メジャーレーベルリリース〜
1993年にメジャーレーベル、エレクトラ・レコードより2ndアルバム『騒音的美学の終焉』をリリースした。18分にも及ぶ「Jenny Ondioline」収録。
1994年、3rdアルバム『マーズ・オーディアック・クインテット』ではUKチャート16位を記録。人気シングル曲「Ping Pong」収録。このアルバムによってステレオラブを世界に知らしめたと言われている。
1996年4月、トータスのジョン・マッケンタイアのプロデュースにより初めてハードディスク・レコーダーを駆使した4thアルバム『エンペラー・トマト・ケチャップ』をリリース。タイトルは寺山修司監督の映画『トマトケチャップ皇帝』（1970年）からとられている。

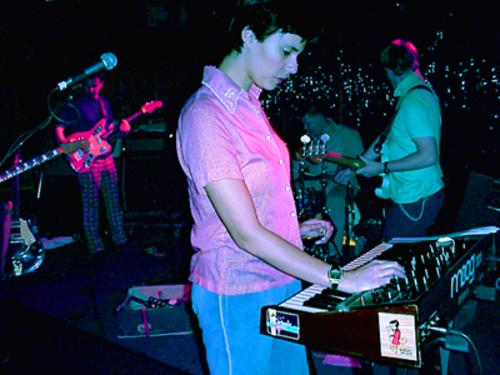

また同年には、エイズ基金「レッドホット・オーガニゼイション（RHO）」のためのボサ・ノヴァ・コンピレーション『Red Hot + Rio』では他の多くの音楽家たちに交じり、ジャズ・フルーティストの大御所・ハービー・マン（66歳）と一緒に『ワンノート・サンバ / サーフボード One Note Samba/Surfboard 』を競演した。
1997年、5th『ドッツ・アンド・ループス』をリリース。タイトルの通り、シンセループスを多用したエレクトロ色の強いアルバムとなっている。
1999年9月、ジム・オルークとジョン・マッケンタイアのプロデュースによるアルバム『ミルキー・ナイト』をリリース。オルークとマッケンタイアが１曲ごと交互にプロデュースしている。ラテン音楽から影響を受けた今作は前作までのコンセプトを大きく変えた作品となった。
2000年5月、EP「マイクローブ・ハンターズ」をリリース。
2001年、先行EP「Captain Easychord」が発表され、ジム・オルークとジョン・マッケンタイアの共同プロデュースによるアルバム『サウンド・ダスト』をリリース。この中の「Nothing To Do With Me」はクリス・モリスのTVコメディ番組「Jam」から引用した歌詞を使っている。また、長年在籍した女性キーボードモーガン・ロート(Morgane Lhote)は独自のプロジェクトを進めるために脱退、この作品には参加していない。

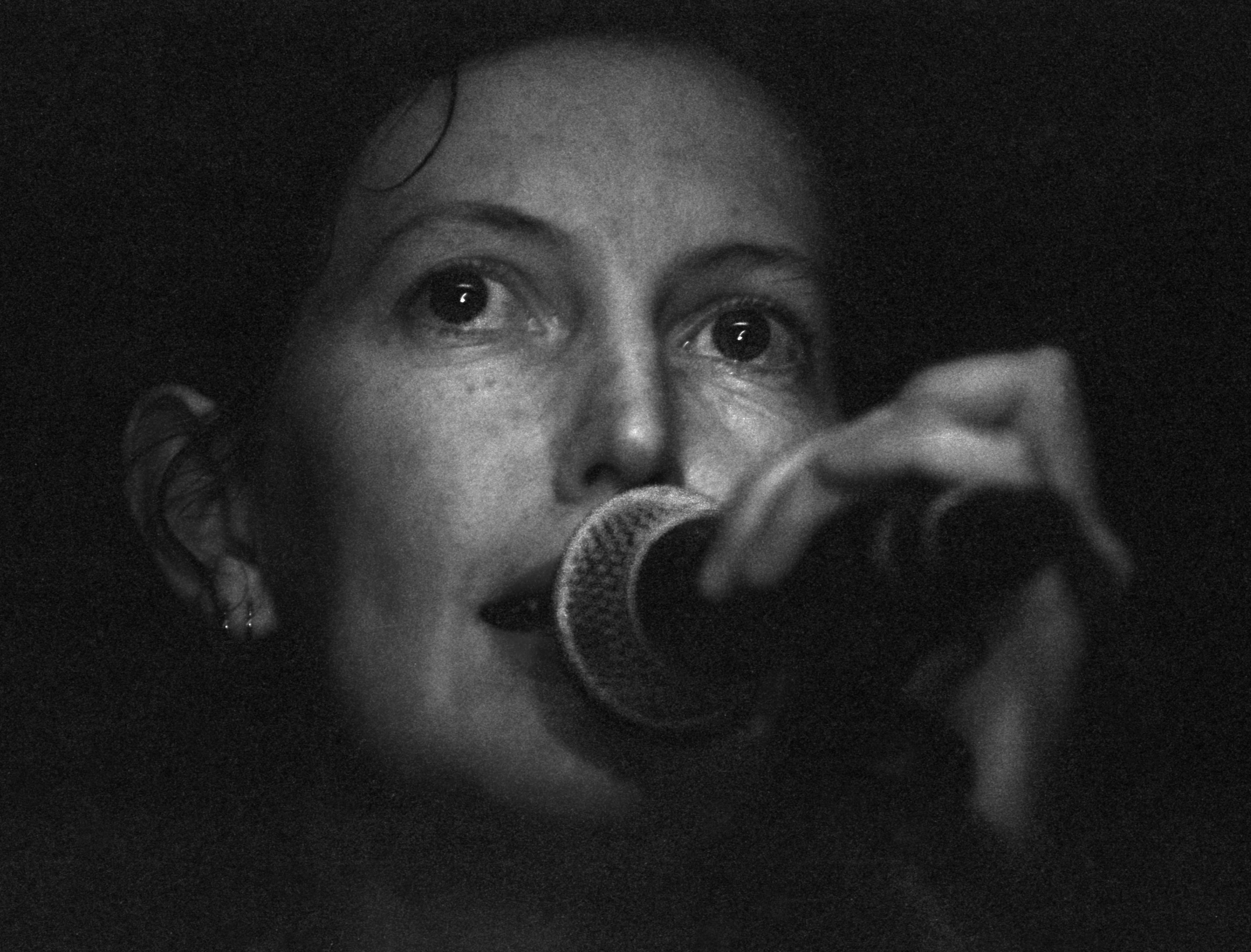
メアリー・ハンセン

### 2002年 メアリーの死
2002年12月9日、メアリー・ハンセンがロンドンで自転車を運転中、トラックとの衝突事故により急死（36歳）。バンドはこの突然の事故により中心メンバーを失うという悲劇に見舞われ、残ったメンバーは心に深い傷を負った。追悼するメッセージが世界中のファンからバンドの公式サイトに届いた。
アイスランド在住のファンは、「10月30日にレイキャヴィクでの公演を観ました。あの公演を思い出すと、とても悲しいのと同時に戦慄を憶えます。メアリーの事故死はここ数年のロック史上で最も悲劇的な出来事の1つで、私は彼女のことをずっと忘れないでしょう」と語っている。ブラジル在住のファンは、「この喪失感は、誰にも分からないほど大きなもの」と嘆き、オンタリオに住むファンは「あれほどまでに美しい人間が死んでしまうなんて、これ以上悲劇的なことはない」と結んでいる。メアリーの葬儀は12/20、彼女の地元のオーストラリア、クイーンズランド州メリーボロでしめやかに行なわれた。

### 2003年〜2009年
2004年1月、メアリーの死を乗り越え、活動を再開したバンドは久々のセルフプロデュースアルバム『マーガリン・エクリプス』をリリース。左右チャンネルで別録音されている。なお、同年にエレクトラ・レコードが一旦閉鎖されたため本作が同レーベルからの最後のリリースとなった。メジャー契約を失ったバンドは古巣のトゥー・ピュアとワールドワイド契約を再び結ぶ。
2005年、ティムの計らいで、バンドはかつてから好んでいたシングルリリースに再び魅了され、年内より連作でシングルをリリースするようになる。
2006年3月、そんな連続リリースを集めたコンピレーションアルバム『ファブ・フォー・スーチャー』をリリース。

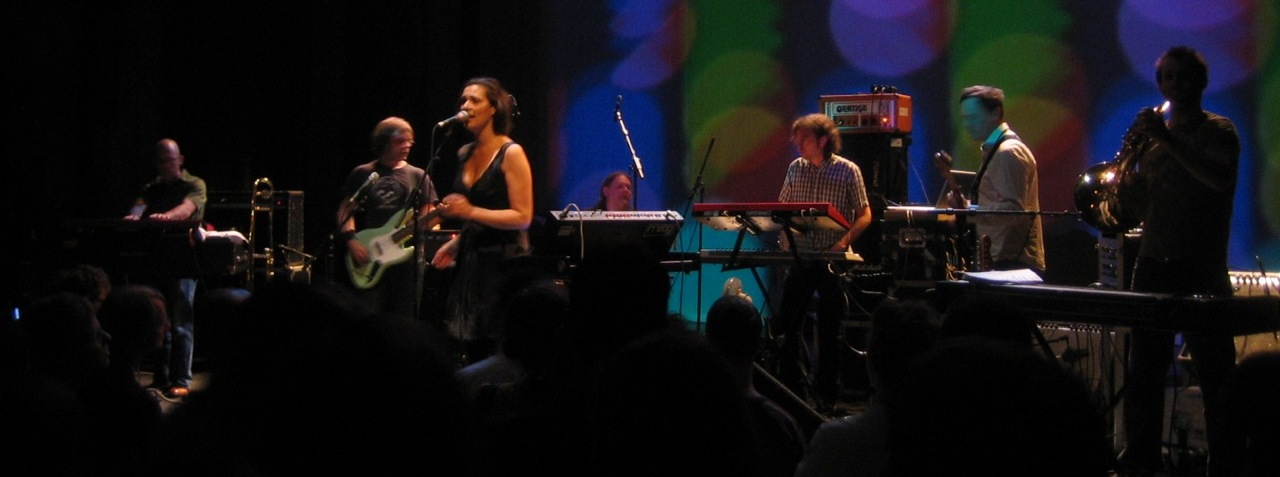
ライブの様子（2006年）

2008年、ベガーズ・グループの再編に伴い、トゥー・ピュアから4ADに移籍。同年8月、もともとティムが作っていた70個もの小さなドラム・ループシリーズから作ったアルバム、『ケミカル・コーズ』をリリース。12月にはメンバーのジョー（ジョセフ・ワトソン）が中心となり、レティシア、シモン・ジョーンズらによるプロジェクトジュニアエレクトロニクスのレコードがリリースされる。
2009年2月、5年半ぶりに来日公演を果たす。4月、突如バンドの活動休止がアナウンスされる、CDのリリースなどは行うものの、バンドの活動はしばらく行わずキャリア20年の歴史に一旦幕を下ろす事となった。その後レティシアはソロ活動をスタートさせた。

### 2010年〜 活動休止後
2010年、新作『ノット・ミュージック』のリリースが発表される。前作『ケミカル・コーズ』製作中にできた未発表曲を集めたアルバムであり、同アルバムは11月にデュオフォニックおよびドラッグ・シティよりリリースされる。「アトラス・サウンド」や「ジ・エンペラー・マシーン」のリミックスが収録。
レティシアが1stソロアルバム『The Trip』をリリース。
2012年7月、レティシアが2ndソロアルバム『Silencio』をリリース。
2014年9月、レティシアが3rdソロアルバム『Something Shines』をリリース。
2016年2月、ティムが初期ドラマーのジョー・ディルワースらとCavern Of Anti-Matterを結成し、アルバム『Void Beats/Invocation Trex』をリリース。
2018年8月、コンピレーション3部作『Switched On』『Refried Ectoplasm: Switched On』『 Vol. 2 Aluminum Tunes: Switched On, Vol. 3』がリイシューされる。

### 2019年 再始動
2018年12月、バンドは2019年に 『Transient Random-Noise Bursts with Announcements』から 『Margarine Eclipse』 までの7作品をDuophonic UHFとワープ・レコーズからリマスター・リイシューすると発表。
2019年5月より10年ぶりの再始動となるライブツアーを行うと発表した。

## メンバー

### 現在のメンバー
- ティム・ゲイン（英語版） - ギター、キーボード（1990-2009年、2019年 - 現在）
- レティシア・サディエール（英語版） - リードボーカル、キーボード、ギター、パーカッション、トロンボーン（1990-2009年、2019年 - 現在）
- アンディー・ラムセイ - ドラムス（1990-2009年、2019年 - 現在）
- ジョセフ・ワトソン - キーボード、ビブラフォン、バックボーカル（1990-2009年、2019年 - 現在）
- ザビエル・ムニオス・ギマラー - ベースギター、バックボーカル（2019年 - 現在）

### 過去に在籍したメンバー
- ジョー・ディルワース - ドラムス （1990-1992年）
- マーティン・キーン - ベースギター（1990-1992年）
- ジーナ・モーリス - バックボーカル（1991年）
- ミック・コンロイ - キーボード（1992年）
- メアリー・ハンセン（英語版） - ボーカル、ギター、キーボード、パーカッション（1992-2002年、2002年没）
- ショーン・オヘイガン（英語版） - キーボード、ギター（1993年）
- ダンカン・ブラウン - ベースギター（1993-2005年）
- キャサリン・ギフォード - キーボード （1993-2005年）
- モーガン・ロート - キーボード（1993-2001年）
- デヴィッド・パホ（英語版） - ベースギター（1995年）
- リチャード・ハリソン  -  ベースギター（1996-1998年）
- シモン・ジョーンズ - ベースギター（1999-2009年）
- ドミニク・ジェフェリー - キーボード（2001-2006年）
- ジョセフ・ウォルターズ - フレンチホルン、ギター、キーボード（2004-2008年）
- ジュリアン・ガスク - キーボード・バックボーカル（2008-2009年）

## ディスコグラフィ
スタジオアルバム以外にも多くのEPやシングルをリリースしており、そのほとんどはコンピレーション・アルバム等によってまとめられている。

### アルバム
- ペン! (Peng!) （1992年）
- 騒音的美学の終焉 (Transient Random-Noise Bursts with Announcements) （1993年）
- マーズ・オーディアック・クインテット (Mars Audiac Quintet) （1994年）
- エンペラー・トマト・ケチャップ (Emperor Tomato Ketchup) （1996年）
- ドッツ・アンド・ループス (Dots And Loops) （1997年）
- ミルキー・ナイト (Cobra and Phases Group Play Voltage in the Milky Night) （1999年）
- サウンド・ダスト (Sound-Dust) （2001年）
- マーガリン・エクリプス (Margarine Eclipse) （2004年）
- ファブ・フォー・スーチャー (Fab Four Suture) （2006年）
- ケミカル・コーズ (Chemical Chords) （2008年）
- ノット・ミュージック (Not Music) （2010年）
- インスタント・ホログラムズ・オン・メタル・フィルム (Instant Holograms On Metal Film) (2025年)

### コンピレーション
- スウィッチド・オン (Switched On) （1992年）
- リフライド・エクトプラズム：スウィッチド・オンvol.2 (Refried Ectoplasm: Switched On, Vol. 2)（1995年）
- アルミニウム・チューンズ：スウィッチド・オンvol.3 (Aluminum Tunes: Switched On, Vol. 3)（1998年）
- BBCライヴ(ザ・レディオ1・セッションズ) (ABC Music: The Radio 1 Sessions)（2002年）
- Oscillons from the Anti-Sun （2005年）(DVDにはミュージックビデオ収録)
- Serene Velocity: A Stereolab Anthology （2006年）
- エレクトリカリー・ポゼスド[スイッチド・オン・ヴォリューム4] （2021年）
- パルス・オブ・ザ・アーリー・ブレイン[スイッチド・オン・ヴォリューム5] （2022年）

### EP
- Super 45 （1991年）
- Super-Electric （1991年）
- Low Fi （1992年）
- Crumb Duck （1993年）
- スペース・エイジ・バチェラー・パッド・ミュージック (Space Age Bachelor Pad Music) （1993年）
- Jenny Ondioline （1993年）
- Ping Pong （1994年）
- Wow and Flutter （1994年）
- Music for the Amorphous Body Study Center （1995年）
- Fluorescences （1996年）
- Cybele's Reverie （1996年）
- ミス・モデュラー （1997年）
- Simple Headphone Mind （1997年）
- The Free Design （1999年）
- マイクローブ・ハンターズ(The First of the Microbe Hunters) （2000年）
- キャプテン・イージーコード(Captain Easychord) （2001年）
- Instant 0 in the Universe （2003年）